# Piane del Canale
Piane del Canale è il nome di un altopiano dell'isola d'Elba.

## Descrizione
Situato nella parte occidentale dell'isola, fa parte della Catena del Monte Capanne e raggiunge un'altezza di 542 metri sul livello del mare. Si trova tra il Masso alla Guata e il paese di San Piero in Campo. Nell'area, anticamente coltivata a grano marzolino (ossia con semina primaverile), si trovano i ruderi della piccola Chiesa di Santa Maria; nei pressi esistono alcuni quartieri pastorali come il Caprile della Tozz'i Carletto (ossia del «masso di Carletto»), il Caprile dei Tre Cerri (attribuito al pastore sanpierese Mamiliano Martorella) e il Caprile di Pernocco (quest'ultimo riprende un toponimo locale che deriva dal nome personale medievale Bernocco). Nell'area esistono le località Arringo («luogo per assemblee») e Batinca («terreno dell'abate»), di origine medievale. In quest'ultima località, intorno al 1935, presso la Chiusa di Patacchille venne rinvenuta una tomba a pozzetto villanoviana con relativa urna cineraria biconica. Patacchille era il soprannome del possidente Giuseppe Spinetti (1874-1960).

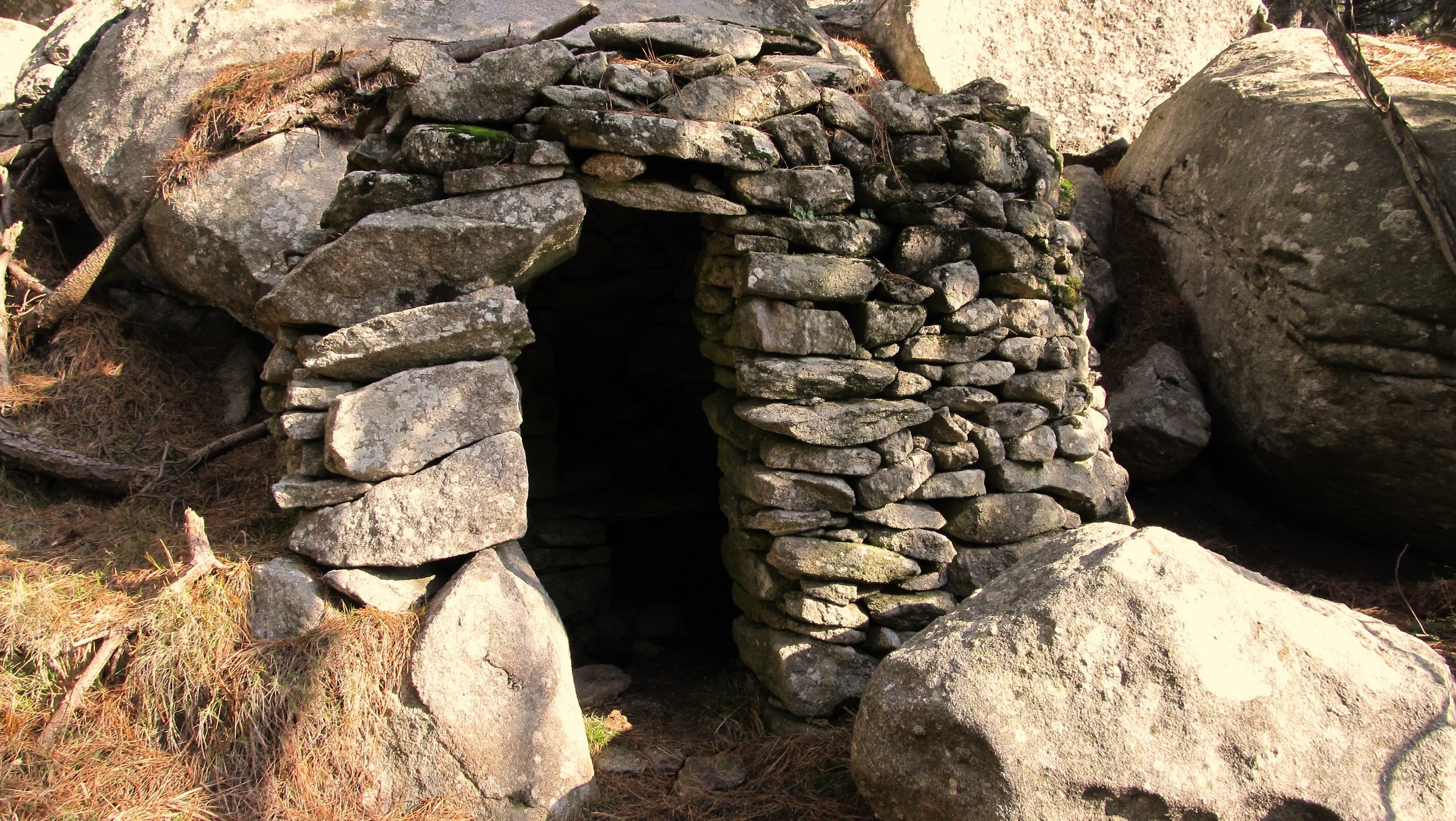
Caprile della Tozz'i Carletto

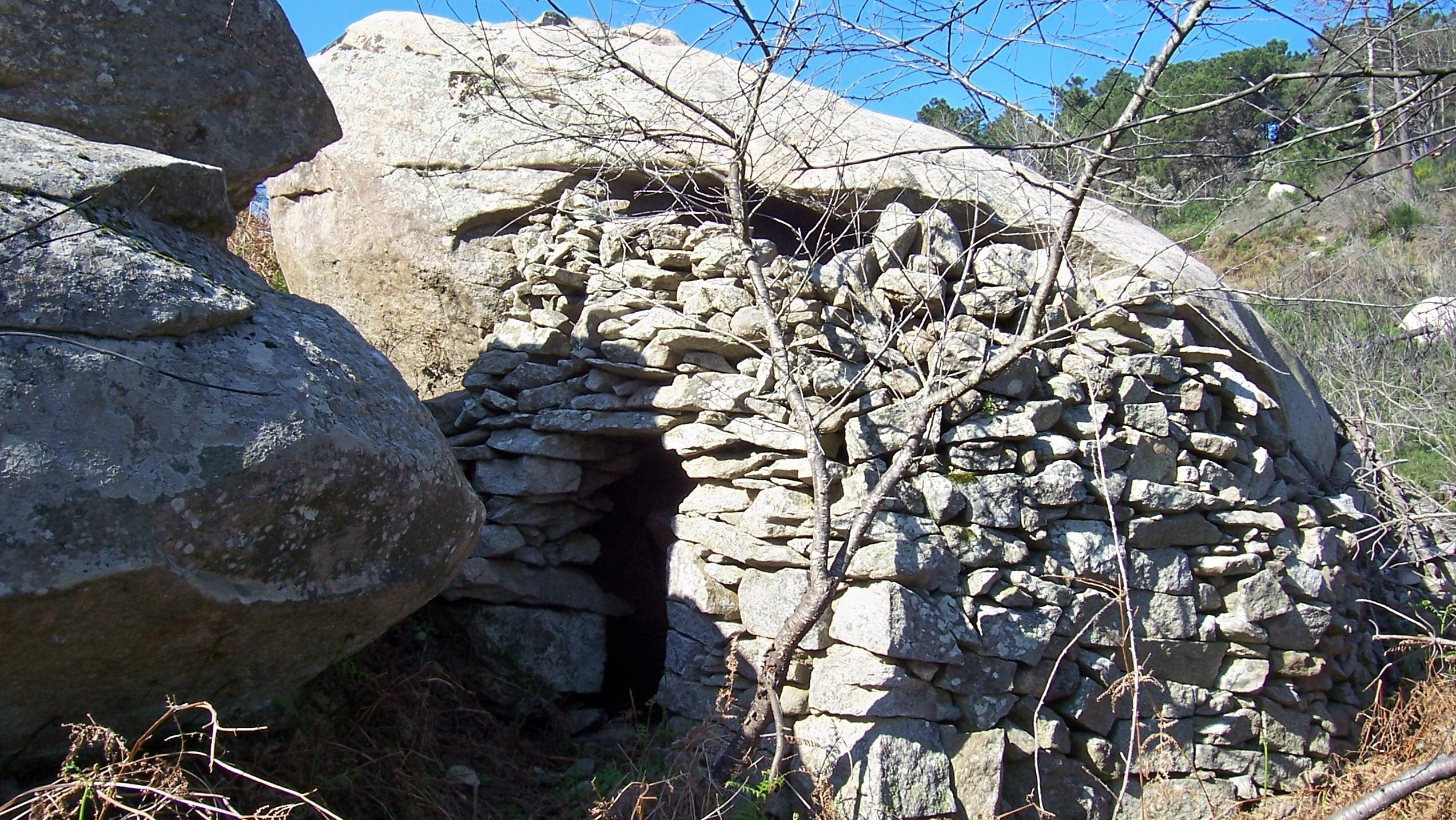
Caprile di Pernocco